# Microdipodops
A Microdipodops az emlősök (Mammalia) osztályának, a rágcsálók (Rodentia) rendjébe, ezen belül a tasakosegér-félék (Heteromyidae) családjába tartozó nem.

## Rendszerezés
A nembe az alábbi 2 faj tartozik:
- Microdipodops megacephalus Merriam, 1891 - típusfaj
- Microdipodops pallidus Merriam, 1901